# Пчолка (Бугурусланський район)
Пчо́лка (рос. Пчёлка) — селище у складі Бугурусланського району Оренбурзької області, Росія.

## Населення
Населення — 51 особа (2010; 78 у 2002).
Національний склад (станом на 2002 рік):
- росіяни — 52 %
- чуваші — 32 %